# Паркер, Рей (младший)
Рей Па́ркер-мла́дший (англ. Ray Parker, Jr., род. 1 мая 1954, Детройт, Мичиган, США) — американский гитарист, композитор и музыкальный продюсер. Наиболее известен как автор и исполнитель песни «Ghostbusters» из кинофильма «Охотники за привидениями» и мультсериала «Настоящие охотники за привидениями», которая в 1984—1985 годах возглавила хит-парады в США, Канаде, Франции, Испании и ряде других стран.
Музыкальный сайт AllMusic характеризует Рея Паркера-младшего как «сессионного музыканта, певца в жанре R&B и лидера группы Raydio, которого больше всего помнят по ставшей сокрушительным хитом главной теме из фильма „Охотники за привидениями“».
Также у Паркера были хиты, изданные от имени его группы Raydio (продавшийся в более чем миллионе экземпляров сингл «Jack and Jill», а также «You Can’t Change That») и от имени Ray Parker Jr. & Raydio («Two Places at the Same Time», «A Woman Needs Love [Just Like You Do]»).
Кроме того, Рей Паркер-младший был соавтором хитов, исполненных группой Rufus и Чакой Хан («You Got the Love», 1 место осенью 1974 года) и Барри Уайта («You See the Trouble with Me», весна 1976). Также появлялся преимущественно в небольших ролях в нескольких сериалах.

## Дискография
- См. статью «Ray Parker, Jr. § Discography» в английском разделе.